# Ausonia Montes
Ausonia Montes es una montaña (oficialmente montañas) en el cuadrángulo de Mare Tyrrhenum de Marte, a 25,42° de latitud sur y 99,04° de longitud este. Tiene 158 kilómetros (98 millas) de ancho y recibió su nombre del nombre de una de las características de albedo en Marte.